# Pomponia (cràter)
Pomponia és un cràter amb coordenades planetocèntriques de 76.77 ° de latitud nord i 281.87 ° de longitud est, sobre la superfície de l'asteroide del cinturó principal (4) Vesta. Fa 59.07 km de diàmetre. El nom adoptat com a oficial per la UAI el 21 de novembre de 2012 fa referència a Pomponia, una verge vestal romana.